# Psilomerus gracilis
Psilomerus gracilis är en skalbaggsart som beskrevs av Charles Joseph Gahan 1906. Psilomerus gracilis ingår i släktet Psilomerus och familjen långhorningar. Inga underarter finns listade i Catalogue of Life.